# U nguyên bào thần kinh
U nguyên bào thần kinh (Neuroblastoma - NB) là một loại ung thư hình thành trong một số loại mô thần kinh. Nó thường xuyên nhất bắt đầu từ một trong các tuyến thượng thận, nhưng cũng có thể phát triển ở cổ, ngực, bụng hoặc cột sống. Các triệu chứng có thể bao gồm đau xương, một khối u ở bụng, cổ hoặc ngực hoặc một khối u màu xanh không đau dưới da.
Đôi khi, u nguyên bào thần kinh có thể là do đột biến di truyền từ cha mẹ của một người. Các yếu tố môi trường chưa được tìm thấy có liên quan. Chẩn đoán dựa trên sinh thiết mô. Thỉnh thoảng nó có thể được tìm thấy ở em bé bằng siêu âm khi mang thai. Khi chẩn đoán, ung thư thường đã lan rộng. Ung thư được chia thành các nhóm nguy cơ thấp, trung bình và nguy cơ cao dựa trên độ tuổi của trẻ, giai đoạn ung thư và ung thư trông như thế nào.
Điều trị và kết quả phụ thuộc vào nhóm nguy cơ mà bệnh nhân có liên quan. Phương pháp điều trị có thể bao gồm quan sát, phẫu thuật, xạ trị, hóa trị hoặc ghép tế bào gốc. Bệnh có nguy cơ thấp ở trẻ sơ sinh thường có kết quả tốt với phẫu thuật hoặc đơn giản là quan sát. Trong bệnh có nguy cơ cao, tuy nhiên, cơ hội sống sót lâu dài là dưới 40% mặc dù điều trị tích cực.
U nguyên bào thần kinh là loại ung thư phổ biến nhất ở trẻ sơ sinh và là loại ung thư phổ biến thứ ba ở trẻ em sau bệnh bạch cầu và ung thư não. Khoảng một trong số 7.000 trẻ em bị ảnh hưởng tại một số thời điểm. Khoảng 90% trường hợp xảy ra ở trẻ em dưới 5 tuổi và rất hiếm ở người lớn. Trong số các ca tử vong do ung thư ở trẻ em, khoảng 15% là do u nguyên bào thần kinh. Bệnh được mô tả lần đầu tiên vào những năm 1800.

## Dấu hiệu và triệu chứng
Các triệu chứng đầu tiên của u nguyên bào thần kinh thường mơ hồ, làm cho chẩn đoán khó khăn. Mệt mỏi, chán ăn, sốt và đau khớp là phổ biến. Các triệu chứng phụ thuộc vào vị trí khối u nguyên phát và di căn nếu có:
- Ở bụng, một khối u có thể gây ra sưng bụng và táo bón.
- Một khối u trong ngực có thể gây ra vấn đề hô hấp.
- Một khối u ấn vào tủy sống có thể gây ra yếu, do đó không thể đứng, bò hoặc đi lại.
- Tổn thương xương ở chân và hông có thể gây đau và đi khập khiễng.
- Một khối u trong xương quanh mắt hoặc quỹ đạo có thể gây ra vết bầm tím và sưng.
- Xâm nhập tủy xương có thể gây ra xanh xao do thiếu máu.

U nguyên bào thần kinh thường lan sang các bộ phận khác của cơ thể trước khi có bất kỳ triệu chứng nào rõ ràng và 50 đến 60% trong tất cả các trường hợp u nguyên bào thần kinh có di căn.
Vị trí phổ biến nhất của u nguyên bào thần kinh có nguồn gốc (nghĩa là khối u nguyên phát) là ở tuyến thượng thận. Điều này xảy ra ở 40%  khối u cục bộ và trong 60% các trường hợp u lan rộng. U nguyên bào thần kinh cũng có thể phát triển bất cứ nơi nào dọc theo chuỗi hệ thống thần kinh giao cảm từ cổ cho đến xương chậu. Các tần suất ở các vị trí khác nhau bao gồm: cổ (1%), ngực (19%), bụng (30% không do ung thư) hoặc xương chậu (1%). Trong những trường hợp hiếm hoi, không có khối u nguyên phát nào có thể được phân biệt.